# III Batalion OW PPS im. Stefana Okrzei

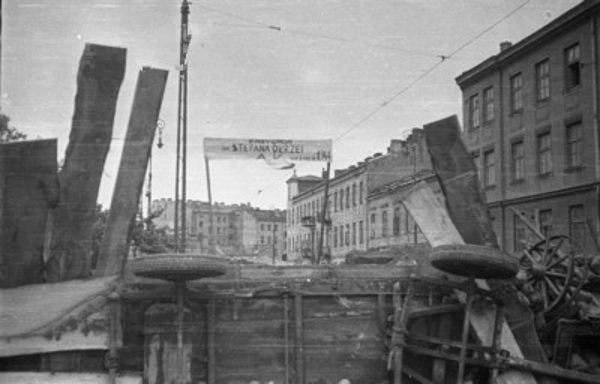
Barykada im. Okrzei na Woli

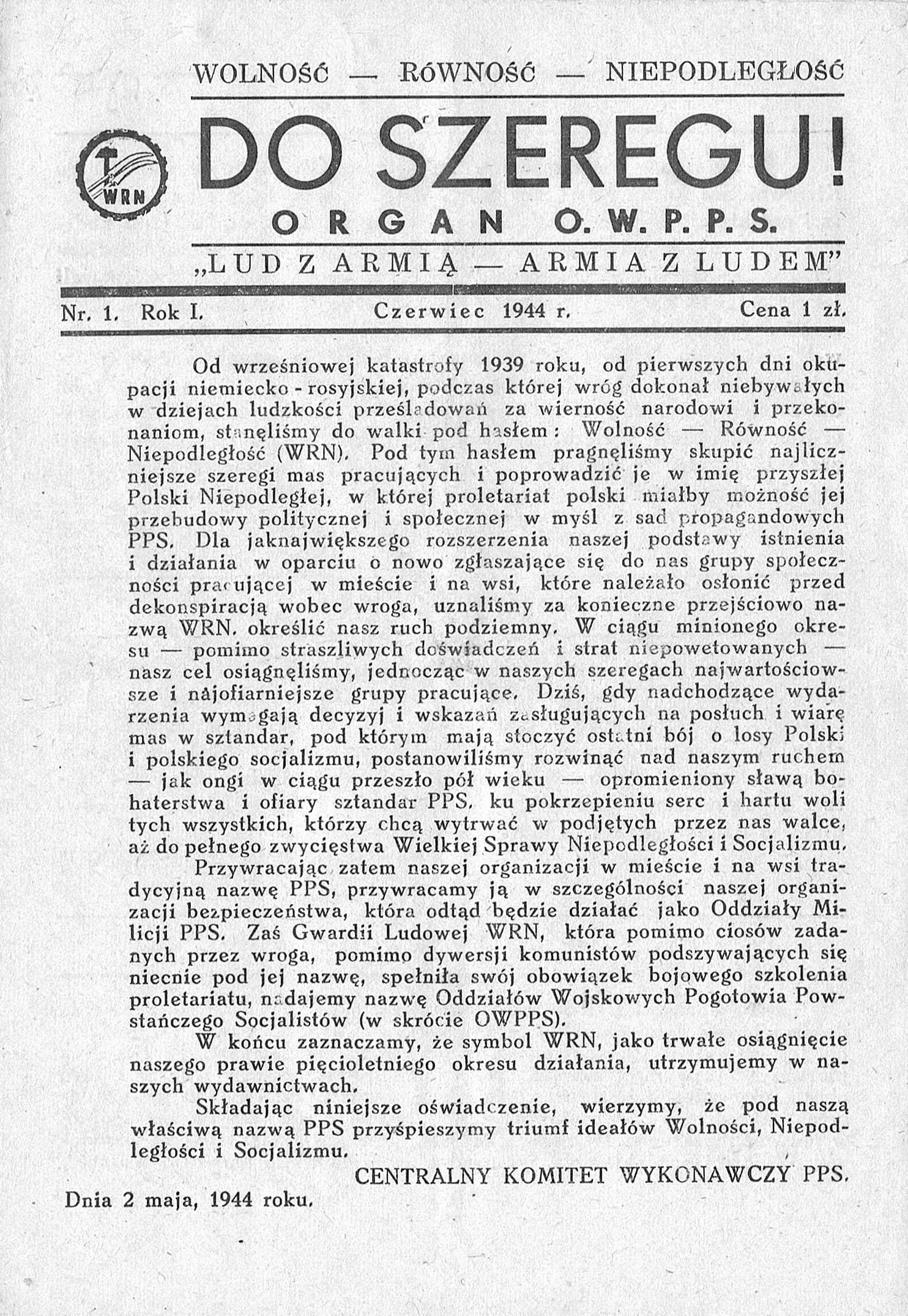
Pismo Oddziałów Wojskowych Pogotowia Powstańczego Socjalistów „Do Szeregu”

III Batalion OW PPS im. Stefana Okrzei – batalion Oddziałów Wojskowych Pogotowia Powstańczego Socjalistów; istniał od maja 1940 do sierpnia 1944. W ramach akcji scaleniowej z Armią Krajową został włączony w 1942 w skład III rejonu Obwodu Wola Armii Krajowej. Od 1 sierpnia batalion uczestniczył w walkach na Woli: w obronie barykady na ul. Wolskiej oraz zajezdni tramwajowej przy ul. Młynarskiej. W trakcie trwających od 1 do 5 sierpnia walk poniósł ciężkie straty; niemal 60% żołnierzy poległo lub zmarło wskutek odniesionych ran. Plutony batalionu weszły częściowo skład „3 kompanii wolskiej” zgrupowania „Leśnik” i uczestniczyły w walkach na Muranowie i Starym Mieście oraz w składzie batalionu „Stefan” na Śródmieściu-Południe. Z części żołnierzy utworzono kompanię „Wola” w VI Batalionie Milicji PPS, który wypełniał zadania pomocnicze na Starym Mieście, a następnie, do 3 października 1944, w Śródmieściu.

## Historia batalionu
III Batalion OW PPS im. Stefana Okrzei został utworzony na bazie Wolskiego Robotniczego Batalionu Obrony Warszawy, który we wrześniu 1939 brał udział w obronie miasta. W maju 1940 pracownicy zakładów „Lilpop, Rau i Loewenstein”, członkowie partyjnej milicji „Akcji Socjalistycznej PPS” – Stefan Bieniasz, Edward Adamski i Jan Kozłowski – rozpoczęli formowanie pierwszych grup. Oddział tworzony był jako kadrowy III wolski batalion Gwardii Ludowej WRN. Początkowo składał się z trzech kadrowych kompanii, a od 1943 – z sześciu. W 1940 oddział stanowiły trzy zespoły dowództw organizowanych kompanii. Na początku 1941 były to już trzy kadrowe kompanie po 40-60 żołnierzy. W 1942 batalion liczył 170 żołnierzy. Dowódcą i organizatorem oddziału był Stefan Bieniasz „Jagniątko”, który pełnił funkcje szefa Wydziału Wojskowego PPS–WRN w okręgu Wola. Po jego aresztowaniu w kwietniu 1944 kierownictwo wydziału i funkcję dowódcy organizatora batalionu objął sierż. Edward Adamski „Czarny”, „Major”. Dowódcą szkoleniowcem od 1942 został kpt. rez. Karol Kryński „Waga”. Na przełomie 1942 i 1943 batalion otrzymał imię Stefana Okrzei.
Do 1941 batalion składał się z pracowników dzielnicy Wola:
- 1 kompania (dowódca – sierż. Edward Adamski „Czarny”) – przyszły pluton 321, składała się głównie z pracowników zakładów „Lilpop, Rau i Loewenstein” zakładów dawnego „Gerlacha” i kolejarzy Parowozowni na Woli.
- 2 kompania (dowódca – st. ogn. Jan Ostrowski „Hart”) – przyszły pluton 323, składała się przeważnie z pracowników Wydziału Budowlano-Drogowego Tramwajów Miejskich. Kompania ta zorganizowała grupę dywersji we współpracy z plutonem Kedywu AK Wola.
- 3 kompania (dowódca – plut. Wiktor Łuniewski „Radomiak”) – przyszły pluton 337, składała się z mieszkańców Towarzystwa Osiedli Robotniczych na Kole oraz działaczy związkowych[3].

W 1941 do oddziału (w plutonie 323) włączone zostały grupy młodzieży z rozbitych grup konspiracyjnych „Orląt” Związku Strzeleckiego z drużyny im. Stefana Batorego, hufca Wola m.in. Jerzy Mieszkowski „Myszka” i Edward Olszewski „Synek”. Z uwagi na brak oficerów na przełomie 1940 i 1941 pięciu żołnierzy maturzystów skierowano na kurs podchorążych, organizowany przez warszawskie zgrupowanie Gwardii Ludowej. W grudniu 1941 szkołę podchorążych ukończyli: Roman Kossakiewicz „Kosa”, Bogdan Ołtarzewski „Lis”, Jerzy Mieszkowski „Myszka”, Tadeusz Chrobociński „Dąbek” i Janusz Kwieciński „Gryf”. Dzięki temu rozpoczęto formowanie następnych kompanii.
W okresie 1942–1943 napłynęło ok. 180 nowych żołnierzy (głównie młodzieży), co umożliwiło stworzenie kolejnych trzech kompanii:
- 4 kompania, dowódca – ppor. Edward Śmieszek „Sęp”;
- 5 kompania, dowódca – st. sierż. Marian Brzozowski „Dąb”;
- 6 kompania, dowódca – st. sierż. Tadeusz Rogowski „Szewc”.

W okresie 1942/1943 przeszkolono na kursach podchorążych dodatkowo dwie grupy (sekcyjni: Jerzy Kamiński „Tur” i Czabalski „Cubczyk”).
Żołnierze batalionu uczestniczyli w konspiracyjnych wytwórniach broni i amunicji Armii Krajowej. 6 kwietnia 1944 przez Niemców została wykryta wytwórnia amonitu „Kinga” przy ul. Solec 103. W walce polegli m.in. żołnierze III batalionu: Mieczysław Zawadzki „Lotnik” – komendant załogi, Stanisław Zygnierski „Stanek”, „Rom” – zastępca komendanta załogi, Edward Bolechowski „Eddy”, Zdzisław Dziudzi „Zdzich”, „Czekalewski”, Aleksander Załęski „Kindzior”. Według innych informacji w czasie tej walki aresztowany został dowódca i organizator batalionu Stefan Bieniasz „Grzeg”, „Jagniątko” (rozstrzelany został w połowie maja 1944). Jednak brak jest jego nazwiska w relacjach o tej tragedii.
Nie są znane szczegóły udziału żołnierzy batalionu w działaniach dywersyjnych w obwodzie. Podawany jest jedynie fakt, iż dowódca plutonu 323 st. ogn. Jan Ostrowski „Hart”, współpracujący ze swym plutonem z Oddziałem Dywersji Bojowej AK „DB-16", był organizatorem zamachu na Alfreda Dehnela, niemieckiego naczelnika Warsztatów tramwajowych Wola. O zamachu na Dehnela w dniu 11 maja 1943 wspomina w swoich ustaleniach Tomasz Strzembosz, mówiąc o nieznanej grupie, która dokonała tego zamachu. Wynika to prawdopodobnie z braku danych o działaniach oddziału „DB-16". Z ustaleń badacza oddziałów warszawskiego Kedywu, Henryka Witkowskiego, wiadomo jedynie, iż:

z zasłyszanych luźnych uwag i opinii o tym oddziale można sądzić, że wchodzący w jego skład ludzie byli silnie związani z lokalnym środowiskiem o lewicowym nastawieniu politycznym.

### Ordre de Bataille 1 sierpnia 1944

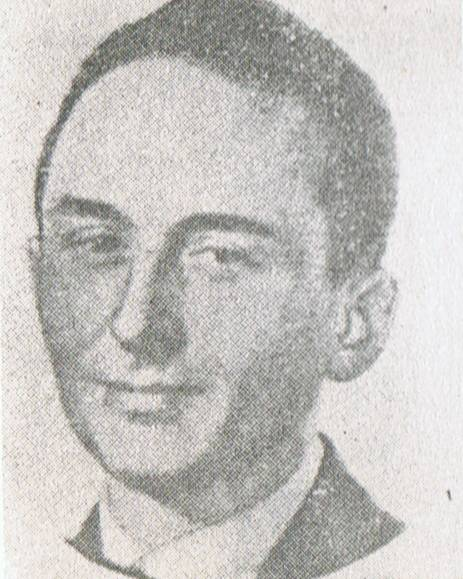
kpt. rez. Karol Kryński „Waga” – dowódca III batalionu OW PPS im. Stefana Okrzei

W przeddzień powstania warszawskiego III Batalion OW PPS im. Stefana Okrzei stanowił zgrupowanie III Rejonu Obwodu Wola. Komendantem rejonu był kpt. Stanisław Stefaniak „Stefan”, „Wojownik”. Według stanów wyjściowych batalion liczył sześć plutonów – ok. 400 żołnierzy. Według Andrzeja Czystowskiego batalion liczył 420 żołnierzy i posiadał 95 sztuk broni w tym 4 ckm.
Dowództwo III batalionu
- Dowódca – kpt. Karol Kryński „Waga”;
- Zastępca – por. Julian Sawicki „Rafał”[14];
- Szef – plut. Jan Kozłowski „Iwan”;
- Szef polityczny – st. sierż. Edward Adamski „Czarny”.

Plutony batalionu
- pluton 317, dowódca – ppor. Eugeniusz Śmieszek „Sęp” (według innych źródeł dowódcą był ppor. Jan Gutt „Wosiek”[15]);
- pluton 321A, dowódca – ppor. łączn. Ernest Jaśkowiak „Czarny”;
- pluton 323, dowódca – st. ogn. Jan Ostrowski „Hart”;
- pluton 335, dowódca – st. sierż. Marian Brzozowski „Dąb”;
- pluton 336, dowódca – st. sierż. Tadeusz Rogowski „Szewc”.
- pluton 337, dowódca – sierż. Wiktor Łuniewski „Radomiak”[12].

Przy batalionie działała 3 kompania Milicji PPS (ok. 250 osób) oraz pluton Wojskowej Służby Kobiet OW PPS, dowodzony przez Janinę Iwanowską „Marię”. Według ustaleń Adama Przygońskiego dowódcą kompanii Milicji PPS był por. Henryk Kański „Kadra”.
Batalion składał się z trzech oficerów, osiemnastu podchorążych i ok. 90 podoficerów.
28 lipca 1944, po ogłoszeniu pogotowia w oddziałach AK, rozpoczęto przerzut broni oddziału w miejsce przewidzianej koncentracji – z ulicy Młynarskiej 48 i Wolskiej 136 na miejsce zbiórek w domach przy ulicach Ludwiki i Krochmalnej, oraz na róg ulic Karolkowej i Wolskiej. Akcję organizowali: kpt. Karol Kryński „Waga”, st. ogn. Jan Ostrowski „Hart” st. sierż. Władysław Czerwiński „Stefan”. W trakcie przewozu broni na ul. Wolskiej, przy ul. Karolkowej przechwycono dodatkowo wóz taborów węgierskich z 3 cekaemami, karabinami i amunicją. Zawartość złożono na podwórzu przy ul. Płockiej 33.

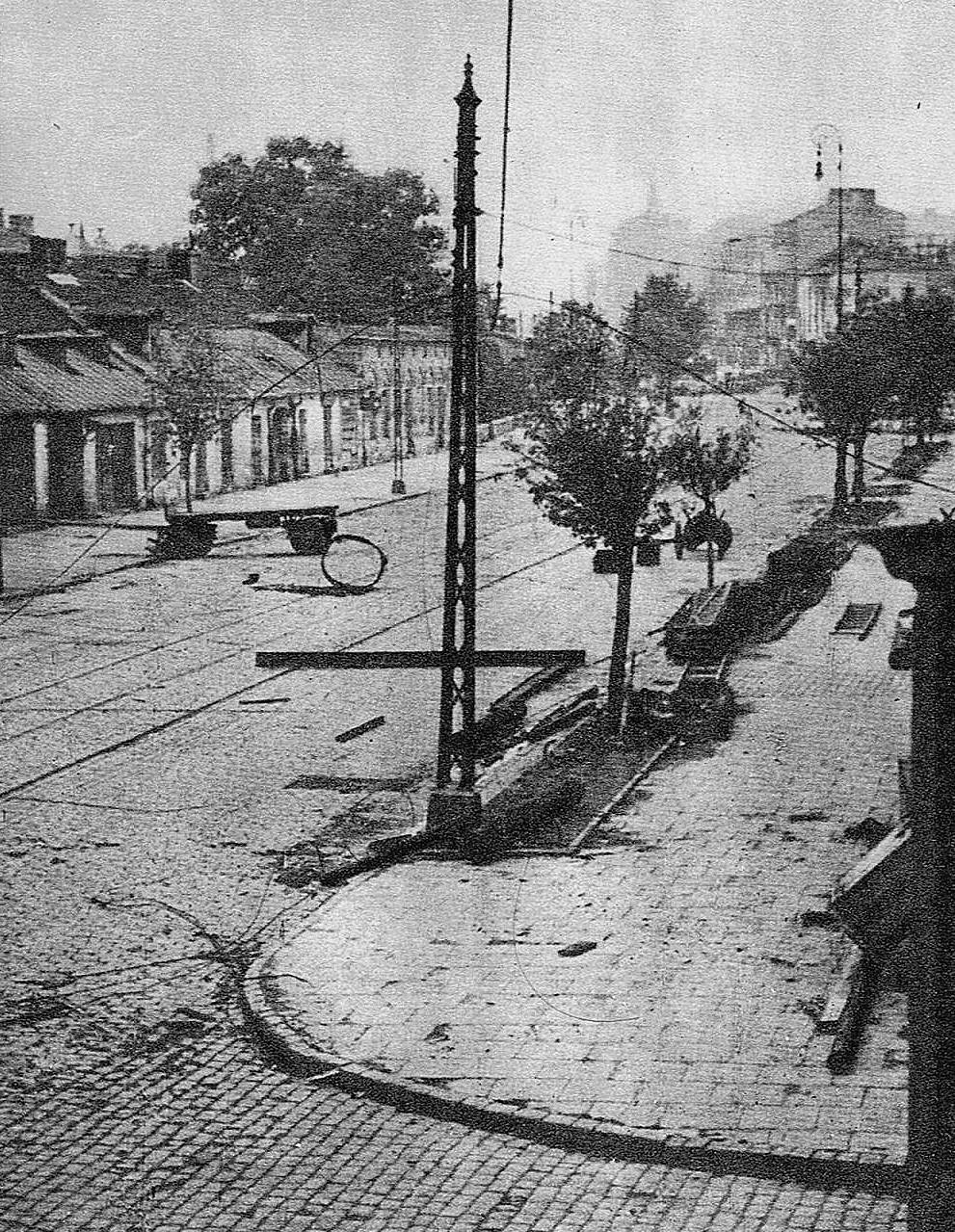
Ulica Wolska 1 sierpnia 1944 kilka godzin po wybuchu Powstania

## Powstanie warszawskie

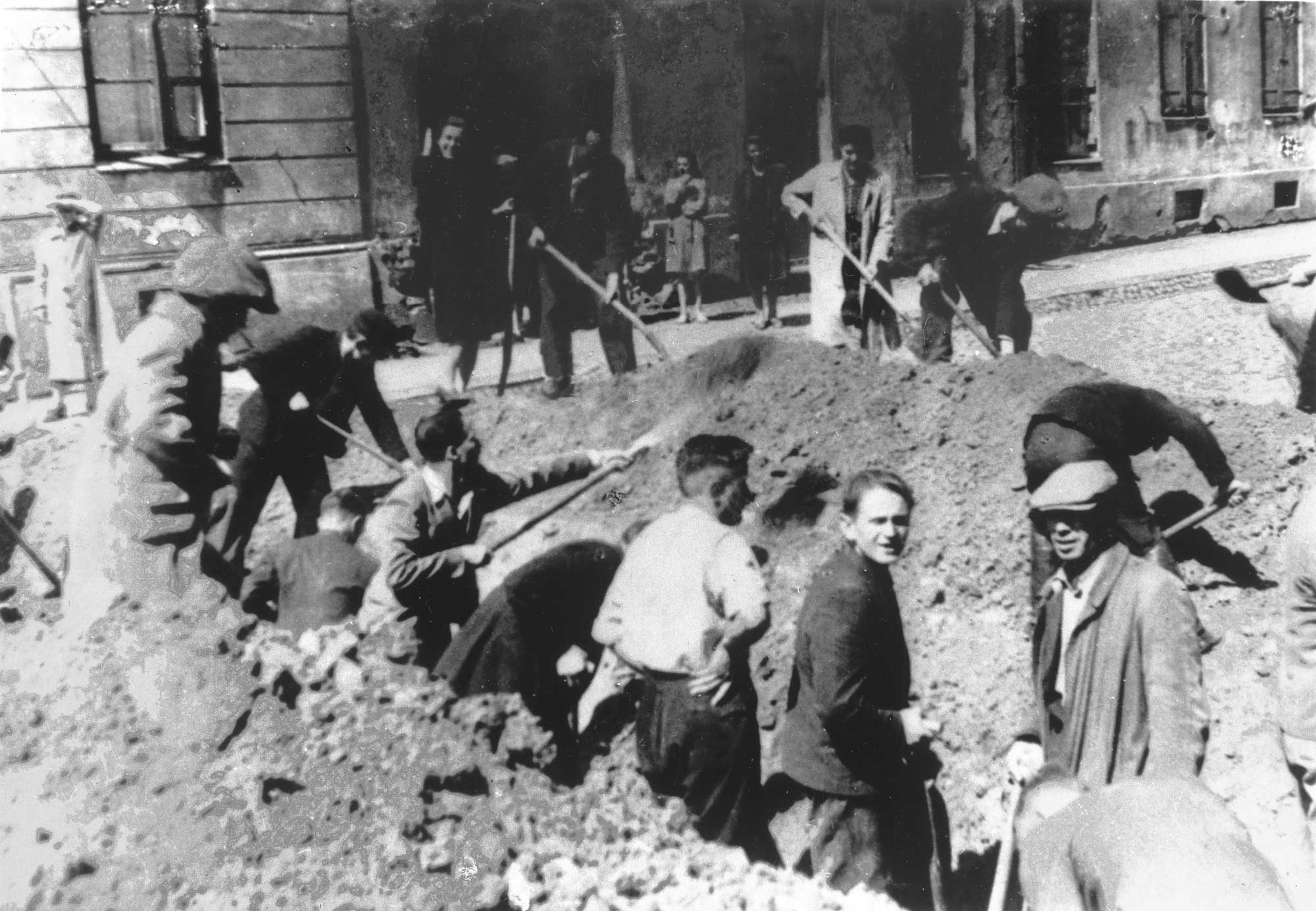
Budowa barykady na Woli

### Obrona Woli
Na dzień 1 sierpnia ustalono miejsce zgrupowania – Kościół oo. Redemptorystów przy ulicy Karolkowej 49. Przybyło ok. 400 żołnierzy i milicjantów, posiadających 26 karabinów, 52 pistolety i 1 ckm oraz 120 butelek z benzyną. Ryszard Maciąg w swoich ustaleniach określa liczbę żołnierzy batalionu na ok. 400-420, w tym 200 żołnierzy pierwszego rzutu. Według ustaleń Adama Borkiewicza w miejscu zbiórki zgromadziło się ok. 200 żołnierzy. Według relacji, zebranych przez Stanisława Podlewskiego, wysłano również ludzi po ckm z ulicy Płockiej. Stąd też pojawiła się informacja, iż batalion posiadał 4 ckmy. Ten sam autor, Lesław Bartelski, podaje że były to trzy CKM wz.30 oraz jeden Maxim.
Oddziały III rejonu nie otrzymały broni z okręgu, co uniemożliwiło podjęcie poważniejszych działań. Z dotychczasowych ustaleń wynika, że batalion był prawdopodobnie jedynym uzbrojonym oddziałem spośród 22 plutonów należących do III Rejonu. Według planów miał opanować obiekty przy ul. Skierniewickiej, Dworzec Zachodni i Fort Wola.
O godzinie 17.00 Batalion zajął fabrykę marmolady „Woka” na rogu ulic Górczewskiej i Leszno, zaś kompania Milicji zajęła bez walki remizę Zakładów Tramwajowych. Według innych wersji remiza została zdobyta dopiero w nocy przez Milicję PPS oraz oddział ppor. Zbigniewa Paszkowskiego „Stach” Armii Ludowej.
O zmroku rozpoczęto budowę barykady na narożniku ulic Leszno i Górczewskiej. Rozpoczęto również budowę barykady na ul. Wolskiej. Podoficerowie kompanii Milicji PPS Henryk Słabuszewski i Józef Tulikowski wyprowadzili przeznaczone na budowę barykady wozy tramwajowe obciążone piaskiem i złomem i obsadzili zajezdnię. Milicja PPS zajęła pozycję w remizie Zajezdni i na południowej stronie ulicy Wolskiej, zaś batalion OW PPS – odcinek ul. Młynarskiej pomiędzy ulicami Wolską a Górczewską. Według relacji żołnierzy OW PPS oddział AL został podporządkowany batalionowi OW PPS, choć historyk Antoni Przygoński podważał te relacje.
2 sierpnia, oddział batalionu w składzie 60 żołnierzy oraz pluton AL broniły barykady na ul. Wolskiej i Młynarskiej, przed natarciem niemieckich czołgów. Sytuację uratowało przeciwuderzenie oddziałów z batalionu „Czata” i batalionu „Pięść”. Niemcy rozbili prowizoryczną barykadę przy ul. Młynarskiej, ale ogień z Młyna Michlera i okolicznych domów (AL, OW PPS, pluton 300) zmusił Niemców do odwrotu. W wyniku walk zginęło ok. 30 Niemców. Około godz. 16.00 nastąpiło przeciwuderzenie oddziałów III rejonu i zgrupowania Radosław, w rejonie ul. Górczewskiej. W natarciu brali udział żołnierze Batalionu Czata i batalionu OW PPS pod dowództwem por. Henryka Sawickiego „Rafała”. W batalionie Czata zginęło 6 żołnierzy, zaś 18 było rannych. W oddziałach batalionu OW PPS było 4 zabitych i 11 rannych. Pomimo strat, Niemcy zostali zmuszeni do odwrotu. Obrońcy barykady uzyskali dzięki temu starciu dodatkowe uzbrojenie porzucone przez wroga. Tego samego dnia oddziały batalionu zdobyły na ulicy Kalinki granatnik oraz kilka karabinów. Według innej wersji broń tę zdobyto w nocy z 1 na 2 sierpnia we wspólnym ataku OW PPS i AL na zajezdnię tramwajową.
3 sierpnia o godz. 8.00, żołnierze batalionu wraz z innymi obrońcami barykady (m.in. oddział AL pod dowództwem st. sierż. Lecha Matawowskiego „Mirka”) oraz plutonem chor. Władysława Kulaska „Jaśmina” (1 kompania II Rejonu por. Wacława Stykowskiego „Hala”) odparli atak pancerny. Przed czołgami pędzono cywilów jako zasłonę przed ogniem powstańców.Jednocześnie piechota niemiecka podpalała domy na ul. Wolskiej. Po odparciu ataku, celem wzmocnienia barykady, skierowano tam pluton ppor. Tadeusza Chorążyka „Czarnego z Batalionu Parasol. W innych ustaleniach wspomina się również, że oddział OW PPS wraz z żołnierzami AL sierż. Lecha Matawowskiego „Mirka” obsadzały również wylot ulic Działdowskiej.

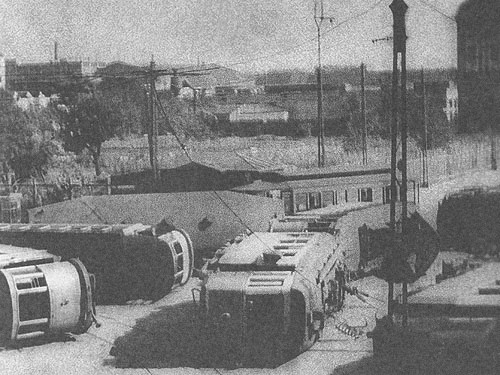
Wozy tramwajowe tworzące barykadę na rogu Młynarskiej i Wolskiej

O godz. 10.30 nastąpił ponowny atak. Niemcy atakowali czołgami pod osłoną „żywych tarcz” ok. 300 mężczyzn i kobiet z okolicznych domów. Pomimo zaciętej obrony zniszczenia jednego i uszkodzenia drugiego czołgu, obrona została przełamana.

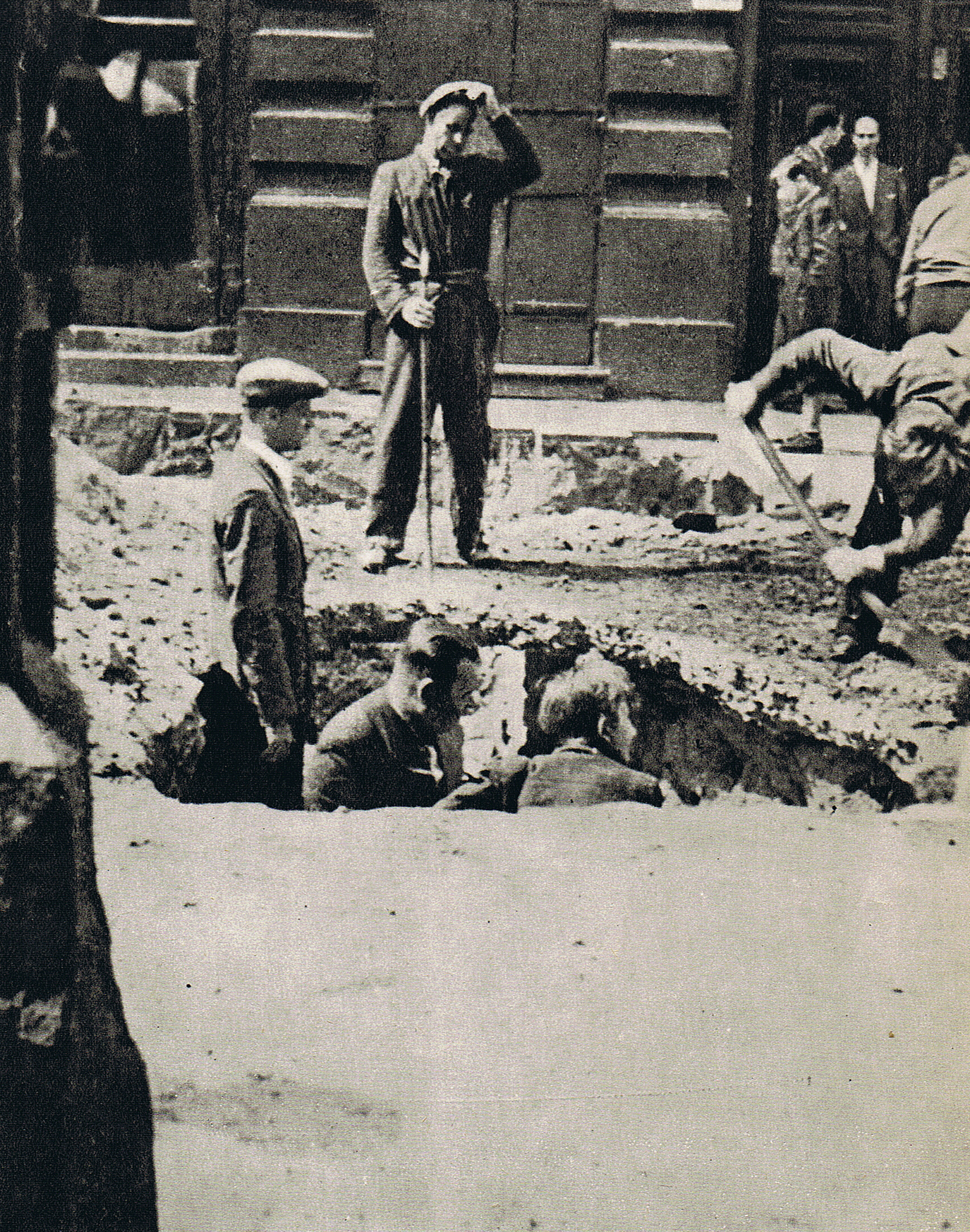
Budowa rowu przeciwczołgowego na wolskiej barykadzie. Prawdopodobnie ulica Wolska.

Około 12.00 czołgi przedarły się do wylotu ul. Młynarskiej, ludność cywilna została zmuszona do rozbierania barykady. Przez powstałą wyrwę przeszło kilkanaście czołgów. Oddziały OW PPS, AL, z plutonami chor. Władysława Kulaska „Jaśmina” i ppor. Tadeusza Chorążyka „Czarnego”, z zostały zepchnięte z linii obrony. Czołgi przedarły się w ul. Towarową i dalej w aleje Jerozolimskie. Po przedarciu się zaatakowały oddziały piechoty. Oddział OW PPS został zepchnięty w stronę remizy na ul. Młynarskiej. Niemcy podstępem (zakładając opaski powstańcze) opanowali kilka domów przy ul. Młynarskiej, mordując mieszkańców. Do godz. 16.00 obrońcy barykady stracili: 2 zabitych żołnierzy AL, 6 zabitych z plutonu 300 i innych oddziałów kpt. „Hala”, oraz 23 zabitych i 16 rannych z batalionu OW PPS. Ranni zostali m.in. st. sierż. Edward Adamski „Czarny” szef polityczny batalionu, por. Henryk Sawicki „Rafał”, dowódca plutonu 317 ppor. Edward Śmieszek „Sęp”, dowódca plutonu 323 st. ogn. Jan Ostrowski „Hart”. W walce zginęły obsługi dwóch polskich ciężkich karabinów maszynowych. Około godz. 15 śmiertelnie ranny na stanowisku zniszczonego ckm został dowódca kpt. Kryński (przeniesiony do szpitala zmarł 5 sierpnia). Dowództwo batalionu objął kpt. Stanisław Stefaniak „Stefan”. Według innej wersji dowództwo objął por. Jan Gut „Wosiek”. Według kronikarza PPS Andrzeja Czystowskiego (nieopublikowane materiały „Wypisy o dziejach III Baonu OW PPS i jego działalności”) to zastępca dowódcy III batalionu OW PPS, por. Julian Sawicki „Rafał” przejął dowodzenia po zranieniu kpt. „Wagi”.
Po przebiciu się czołgów, obrońcy z OW PPS i oddziału AL powrócili na swoje stanowiska, obsadzając ponownie barykadę w walce trwającej do zmroku. Jako jednych z najbardziej wyróżniających się żołnierzy broniących barykady por. Wacław Stykowski „Hal” wskazywał st. sierż. „Mirka” (Lecha Matawowskiego) z AL i sierż. pchor. „Wichra” (Bolesław Zmorzyński) z OW PPS.
W nocy z 3 na 4 sierpnia odbudowano barykadę z głębokim rowem przeciwczołgowym. Pozycja od razu została zajęta przez żołnierzy batalionu OW PPS, którzy zajęli również budynki poza nią po południowej stronie ulicy Wolskiej (zabudowania szpitala św. Stanisława traktowane były jako obszar zdemilitaryzowany pod flagą Czerwonego Krzyża).
4 sierpnia o godz. 11.00 nastąpiło kolejne niemieckie natarcie poprzedzone kilkugodzinnym ogniem moździerzy i nalotem 34 samolotów eskadry nurkowców bombowych. W batalionie OW PPS w wyniku bombardowania na terenie fabryki Woka zginęło 15 żołnierzy, a 28 zostało rannych. Około 11.00 Niemcy podeszli do barykad. Wobec osłabienia obsady dowódca Kedywu wzmocnił ja odwodem pod dowództwem kpt. Sawy. Natarcie zostało odparte, jednak rejon był tego dnia ostrzeliwany z dział i granatników, zaś ok. 12.20 i 14.14 nastąpiły kolejne naloty.
5 sierpnia o świcie oddziały OW PPS trzymały nadal barykadę na Wolskiej. Południowe ubezpieczenie całej linii obronnej od cmentarza powązkowskiego do szpitala św. Stanisława na Wolskiej, stanowiła Milicja PPS. Początkowe natarcie zgrupowania Reinefartha ok. 7.00 zostało odparte, żołnierze plutonu AL zniszczyli czołg. Około godz. 8.00 pluton OW PPS zajmujący pozycje w Fabryce Franaszka przed barykadą i przy zabudowaniach szpitala św. Stanisława przepuścił Niemców, a następnie otworzył skuteczny ogień, zmuszając ich do wycofania. Według Lesława Bartelskiego barykady broniło wówczas ok. 200 żołnierzy (z tego 100 z OW PPS, oddział Czwartaków, pluton „Czarnego” z Batalionu Parasol), posiadając 3 ckm 1 granatnik, 62 kb 16 pm i 260 granatów. Według Adama Przygońskiego, głównego odcinka frontu od ul. Ożarowskiej, wzdłuż ul. Płockiej i Wolskiej, do remizy przy ul. Młynarskiej broniło 400 żołnierzy w tym 150 żołnierzy AL i ok. 100 OW PPS. Według wspomnień żołnierzy OW PPS, cytowanych przez Przygońskiego, było to 232 uzbrojonych żołnierzy w tym 98 z OW PPS,14 z AL i 120 z AK. Atak prowadziło natomiast zgrupowanie 3000 żołnierzy niemieckich wsparte kompanią ciężkich czołgów.
Około 11.00 oddziały batalionu Dirlewangera wtargnęły na teren Gimnazjum Miejskiego im. Sowińskiego przy ul. Kalinki i ok. 12.00 wkroczyły na teren zajezdni tramwajowej bronionej przez Milicję PPS i OW PPS atakując barykadę z południowej strony. Jednocześnie rozstrzelali 36 żołnierzy PPS wziętych do niewoli. Ciężko raniony został sierż. pchor. Bolesław Zmorzyński „Wicher” (zamordowano go w szpitalu 7 sierpnia). Około godz. 14. 00 (według innych wersji o 15.00) barykada padła. Kpt. „Hal” wydał rozkaz aby ranni i nieuzbrojeni wycofali się na Wronią. Batalion OW PPS wraz z Milicją PPS został odrzucony w kierunku Śródmieścia. Tego dnia według relacji zebranych przez Antoniego Przygońskiego zginęło 47 żołnierzy batalionu, a 18 było rannych, zaś według relacji zebranych przez Lesława Bartelskiego w oddziale PPS zginęło 11 żołnierzy, zaś 18 było rannych.
6 sierpnia oddziały wraz z dowódcą obwodu wycofały się w stronę Cmentarza Ewangelickiego. Na rozkaz ppłk. Jana Mazurkiewicza „Radosława” oddziały przeszły na teren zdobytego dzień wcześniej obozu „Gęsiówka”. Mjr Tarnowski „Waligóra” z grupą oficerów i plutonem 300 z nieznanych powodów postanowił odbić Fabrykę „Woka”. Na skrzyżowaniu Żytniej i Okopowej grupa została zaatakowana przez czołgi. Wraz z „Waligórą” ciężko ranny został ppor. Ernest Jaśkowiak „Czarny” z OW PPS. Dowództwo obwodu przejął por. Jerzy Dominik „Wilnianin”.

### Na Starym Mieście i w Śródmieściu
7 sierpnia na terenie „Gęsiówki” dokonano reorganizacji batalionu. Dowódca III obwodu z wycofujących się oddziałów utworzył jednostkę pod dowództwem kpt. Stefaniaka „Stefana”, która podlegała zgrupowaniu Radosław (w składzie zgrupowania walczyła do 10 sierpnia w rejonie cmentarza Powązkowskiego). Pozostałe oddziały pod dowództwem por. „Wilnianina” w nocy z 8 na 9 sierpnia zostały przerzucone na Stare Miasto tworząc dwie kompanie. 1 kompania, dowodzona przez por. Stanisława Lubańskiego „Wit”, pozostała jako odwód Grupy Północ, zaś 2 kompania, dowodzona przez ppor. Eugeniusza Śmieszka „Sęp” (OW PPS), weszła w skład zgrupowania „Leśnik” jako „3 kompania wolska”. W składzie kompanii działały trzy plutony, w tym 3 pluton (dawny 323 OW PPS) st. ogn. Jana Ostrowskiego „Hart”. Według Antoniego Przygońskiego w skład formowanych oddziałów weszło 200 żołnierzy batalionu, w tym połowa uzbrojonych. Jednocześnie w nocy z 6 na 7 sierpnia skierowano ok. 190 nieuzbrojonych żołnierzy batalionu na Stare Miasto, na ul. Długą, gdzie utworzono kompanię „Wola” (dowódca plut. Jan Kozłowski „Iwan”) w VI Batalionie Milicji PPS, realizującą zadania pomocnicze.
Kompania wolska wzięła udział w walkach na Muranowie, Poniosła ciężkie straty. 10 sierpnia w walkach o budynek Urzędu Celnego na ul. Inflanckiej został ciężko ranny dowódca plutonu st. ogn. Jan Ostrowski „Hart”. Pluton po nim objął sierż. Jan Jaszczyk „Nida” (były dowódca plutonu 333). W wyniku strat zreorganizowano oddział, tworząc dwa plutony: pluton „Ludwika” (oparty na dawnym plutonie 300), i pluton „Nidy (oparty na dawnym plutonie 323 OW PPS). Rankiem 11 sierpnia dotarła grupa kpt. Stefaniaka „Stefana” walcząca dotychczas na Cmentarzu Powązkowskim i północnej części ul. Okopowej. 13 sierpnia ranny został dowódca kompanii ppor Eugeniusz Śmieszek „Sęp” (OW PPS). Dowództwo kompanii przejął por. Jerzy Dominik „Wilnianin”, a po jego śmierci 18 sierpnia, kpt. Stanisław Stefaniak „Stefan”.
Od 21 sierpnia kompania wzięła udział w obronie Polskiej Wytwórni Papierów Wartościowych. 23 sierpnia do kompanii dołączyła grupa z dawnego plutonu 323 (OW PPS) z ul. Świętojerskiej pod dowództwem sierż. Władysława Czerwińskiego „Stefana” (zastępcy „Harta” w plutonie 323). Objął on funkcję szefa kompanii. Kompania była uzupełniania w trakcie walk z oddziałów wolskich na Starym Mieście. Dzięki temu pluton „Nidy” zachował strukturę trzech drużyn dowodzonych przez plut. Henryka Gniazdowskiego (OW PPS), kpr. podch. Jerzego Mieszkowskiego „Myszka” (OW PPS) i kpr. podch. Romana Kossakiewicz „Kosa” (OW PPS). Po śmierci sierż Jana Jaszczyka „Nidy” 28 sierpnia dowództwo plutonu objął sierż. Henryk Gniazdowski „Ślepowron” (OW PPS).
Kompania osłaniała ewakuację oddziałów powstańczych ze Starego Miasta, a następnie w nocy z 1 na 2 września w składzie kilkunastu żołnierzy przeszła do Śródmieścia, wchodząc do batalionu „Stefan” w kompanii ppor. Jaronia” na pododcinku ul. Książęca – Nowy Świat.
Jako ostatni z oddziału wolskiego 19 września zginął pchor. Jerzy Mieszkowski „Myszka” (OW PPS). Oddział wraz z całym batalionem „Stefan”, wszedł 20 września w skład 72 pułku piechoty 28 Dywizji Piechoty AK im. Stefana Okrzei. Po podpisaniu aktu kapitulacji 5 października oddział w ramach 72 pułku wymaszerował z Warszawy idąc do niewoli.

### Odznaczeni
Wykaz jednoznacznie zidentyfikowanych żołnierzy batalionu:
- kpt. Karol Kryński „Waga” (ranny 3 sierpnia zm. 5 sierpnia w szpitalu Karola i Marii Szlenkierów). Odznaczony pośmiertnie rozkazem dowódcy AK nr 424 z 18 września 1944 Krzyżem Srebrnym Orderu Virtuti Militari „za wyjątkową odwagę osobistą i dodatni wpływ na otoczenie podczas walk”[63].
- st.ogn. Jan Ostrowski „Hart” (ciężko ranny 10 sierpnia, zm. 17 sierpnia). Odznaczony pośmiertnie[64] 16 sierpnia Krzyżem Walecznych[65]. Odznaczony pośmiertnie rozkazem dowódcy AK nr 424 z 18 września 1944 Krzyżem Srebrnym Orderu Virtuti Militari „za dzielność, inicjatywę i dobry przykład dla podwładnych”[66]. Prawdopodobnie pośmiertnie awansowany do stopnia podporucznika[9].

- sierż. Edward Adamski „Czarny”, „Major” zg. 31 sierpnia odznaczony pośmiertnie Krzyżem Walecznych i awansowany do stopnia podporucznika[67]; Na liście powstańczych biogramów Muzeum Powstania Warszawskiego występuje jako żołnierz 3 Rejonu III Obwodu, a następnie batalion Armii Krajowej „Chrobry I”, – pluton podporucznika „Wala”[68]. 7 sierpnia na ul.Wawelberga zginęła jego żona Zofia Adamska sanitariuszka z plutonu 336[69].
- sierż. Henryk Gniazdowski „Ślepowron” odznaczony rozkazem Dowódcy AK z 18 sierpnia Krzyżem Walecznych (w rozkazie jako baon Chrobry ze zgrupowania mjr. „Sosny)[70]; Na liście powstańczych biogramów Muzeum Powstania Warszawskiego występuje jako żołnierz plutonu 323, a następnie zgrupowanie „Leśnik” kompania Wolska oraz kompania „Osa” pluton 169[71].
- kpr. podch. Jerzy Kamiński „Tur” (zmarł 26 sierpnia), odznaczony Krzyżem Walecznych[72].
- kpr. pchor. Jerzy Mieszkowski „Myszka” – (zmarł 19 września), odznaczony Krzyżem Walecznych[61].